# Mỏ sừng khoang châu Phi
Tockus fasciatus là một loài chim trong họ Bucerotidae.